# Kopec (Staré Křečany)
Osada Kopec (do roku 1947 nesla německý název Hemmehübel) se nachází v údolí Brtnického potoka, západně od Brtníků. Správně náleží pod Staré Křečany. V roce 2021 zde trvale žilo osmnáct obyvatel.

## Historie
Nejstarší písemná zmínka pochází z roku 1720. Osidlování tohoto území je spojeno s těžbou dřeva. Na mapě Matthiase Oedera z roku 1592 najdeme na místě v té době ještě neexistující osady název Na staré pile a dále na toku Brtnického potoka další dva katry. V mlýnském soupisu z roku 1692 je uváděn jeden mlýn (tzv. dolní, později č.p. 32) s jedním mlecím zařízením a pilou. Ten byl dědičně propachtovaný Johannu Zimmerovi. Johann Zimmer zahynul roku 1707 pod padajícím kamením a jeho potomci na místě neštěstí postavili pamětní sloup se sochou sv. Antonína Paduánského. Před druhou světovou válkou se ve mlýně vyráběli větroně.
Dalším zdrojem obživy se stala práce v kamenolomech. Kámen ze zdejšího lomu byl použit na mnohé stavby na panství Salm-Reifferscheidtů, mezi jinými např. na kostel v Mikulášovicích či zámek v Lipové.
Z osady pochází i několik známých zvonařů, Zacharias Dittrich, Josef Pietschmann nebo Josef Kittl.
Do druhé světové války zde žili převážně Němci. Ti byli po skončení války vysídleni a i přes obrovskou propagandu a částečné znovuosídlení před válkou odsunutým českým obyvatelstvem zůstal kraj téměř liduprázdný. Díky tomu se o mnohá zdejší stavení nikdo nestaral, ta rychle chátrala a nejméně polovina domů byla zbourána.

## Přírodní poměry
Vesnice Kopec se nachází v západní části obce Staré Křečany ve Šluknovském výběžku. Severní část katastrálního území náleží z geomorfologického hlediska ke Šluknovské pahorkatině, jižní pak k Děčínské vrchovině. K nejvyšším vrcholům patří Severák (436 m), Ptačí vrch (415 m) a Vysoký kámen (375 m), severní část území se nachází na svahu Plešného (593 m). Podloží severní části tvoří lužický granodiorit, brtnická a rumburská žula, které doplňuje dolerit a granitový porfyr, jižně od lužického zlomu se nachází pískovec. Páteřním vodním tokem je Brtnický potok, do nějž ústí Černý potok. Na jižním okraji území ústí Brtnický potok do Křinice. Podél státní hranice protéká Bílý potok a na hranici Mikulášovic a Kopce jeho přítok Železný potok. Území jižně od zástavby se nachází v Národním parku České Švýcarsko, téměř celý zbytek ležící jižně od železniční trati Rumburk – Panský – Mikulášovice pak do Chráněné krajinné oblasti Labské pískovce.

## Pamětihodnosti
- Sloup se sochou svatého Antonína Paduánského z roku 1707. Soška poničena roku 1945, restaurována roku 1993, ale o pět let později byla ukradena. Současné soška z roku 2002 je dílem Pavla Svobody.
- Kaple Panny Marie s oltářním obrazem Panny Marie, postavena roku 1809.
- Kauferův kříž z roku 1804 je kovaný, zdobený postavami Ježíše Krista, Panny Marie a Máří Magdalény malovanými na plechu, podstavec je pískovcový. V roce 2016 zorganizoval jeho restaurování spolek Náš Kopec. Obnovený kříž požehnal dne 17. září 2016 generální vikář litoměřické diecéze Mons. Martin Davídek.[6]
- Památný strom Wäberova douglaska.

## Obyvatelstvo
|                                                                  | 1869 | 1880 | 1890 | 1900 | 1910 | 1921 | 1930 | 1950 | 1961 | 1970 | 1980 | 1991 | 2001 | 2011 | 2021 |
| ---------------------------------------------------------------- | ---- | ---- | ---- | ---- | ---- | ---- | ---- | ---- | ---- | ---- | ---- | ---- | ---- | ---- | ---- |
| Obyvatelé                                                        | 411  | 397  | 381  | 324  | 291  | 245  | 270  | 27   | 25   | 18   | 64   | 3    | 7    | 12   | 18   |
| Domy                                                             | 70   | 70   | 68   | 66   | 63   | 61   | 62   | 55   | .    | 7    | 23   | 23   | 23   | 23   | 23   |
| Počet domů z roku 1961 je zahrnut v domech místní části Brtníky. |      |      |      |      |      |      |      |      |      |      |      |      |      |      |      |

### Významní rodáci
- Hans Schütz, politik

## Současnost
V současné době je osada využívána převážně k rekreaci. Po modré turistické značce lze dojít do scenérií národního parku České Švýcarsko.

## Galerie

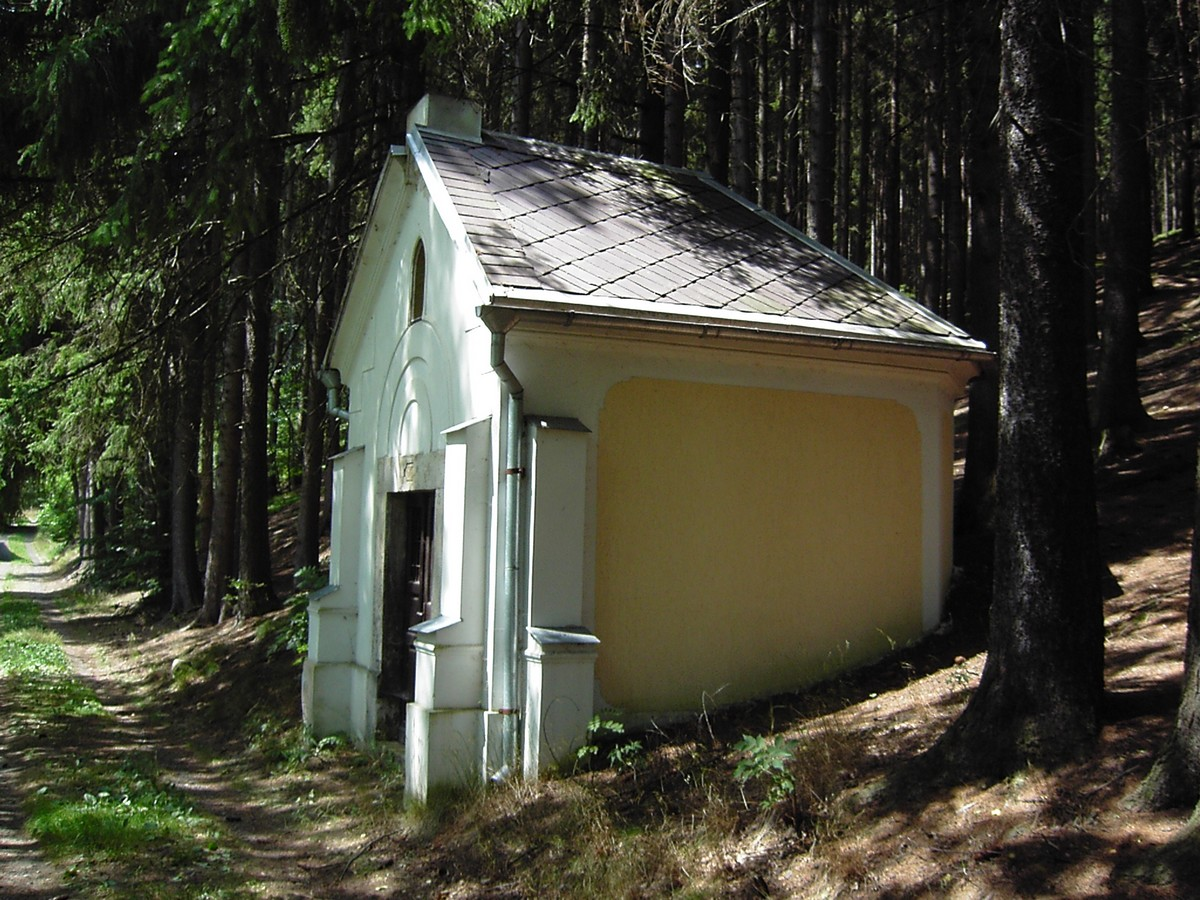
Kaple Panny Marie
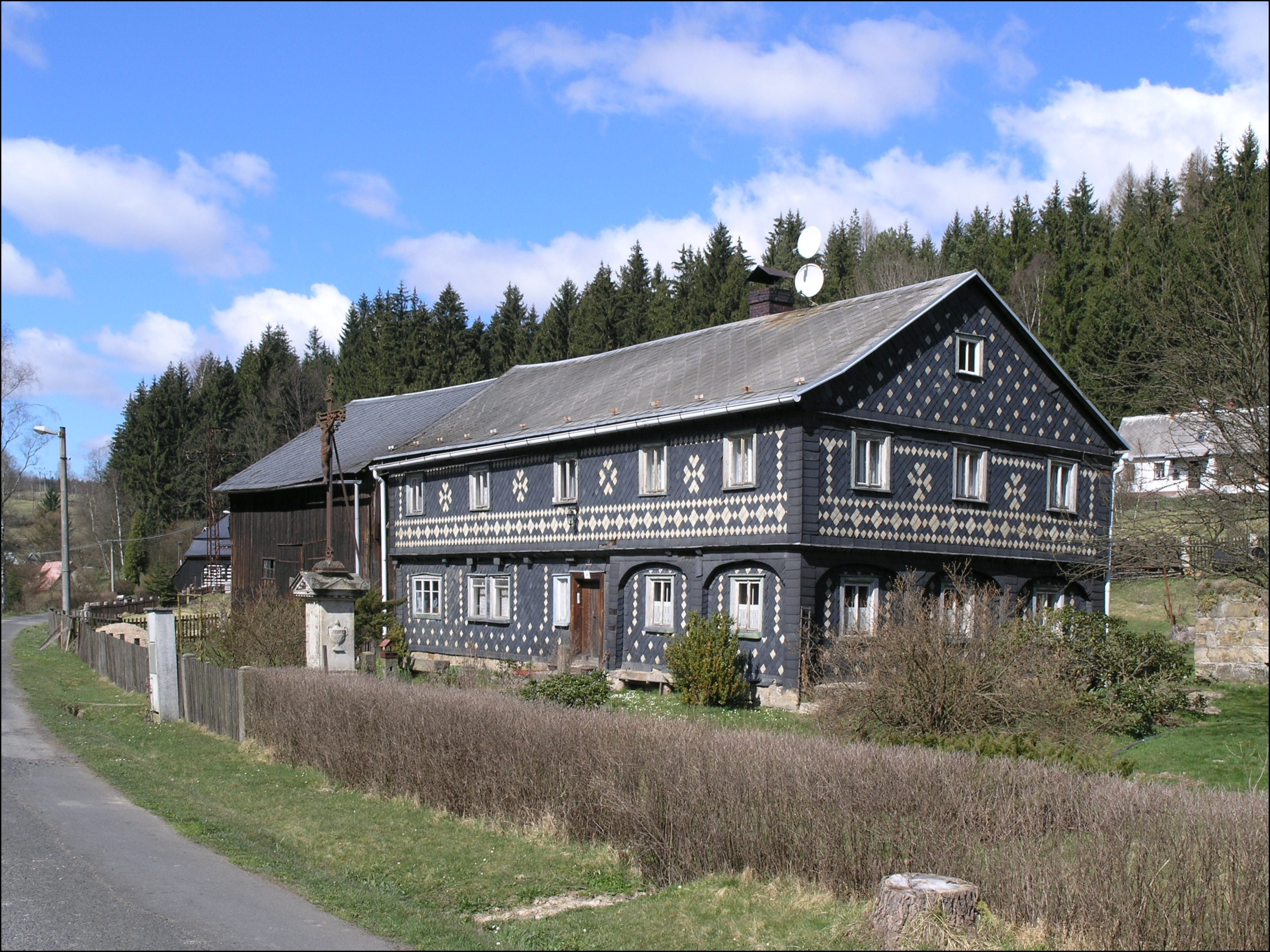
Podstávkový dům
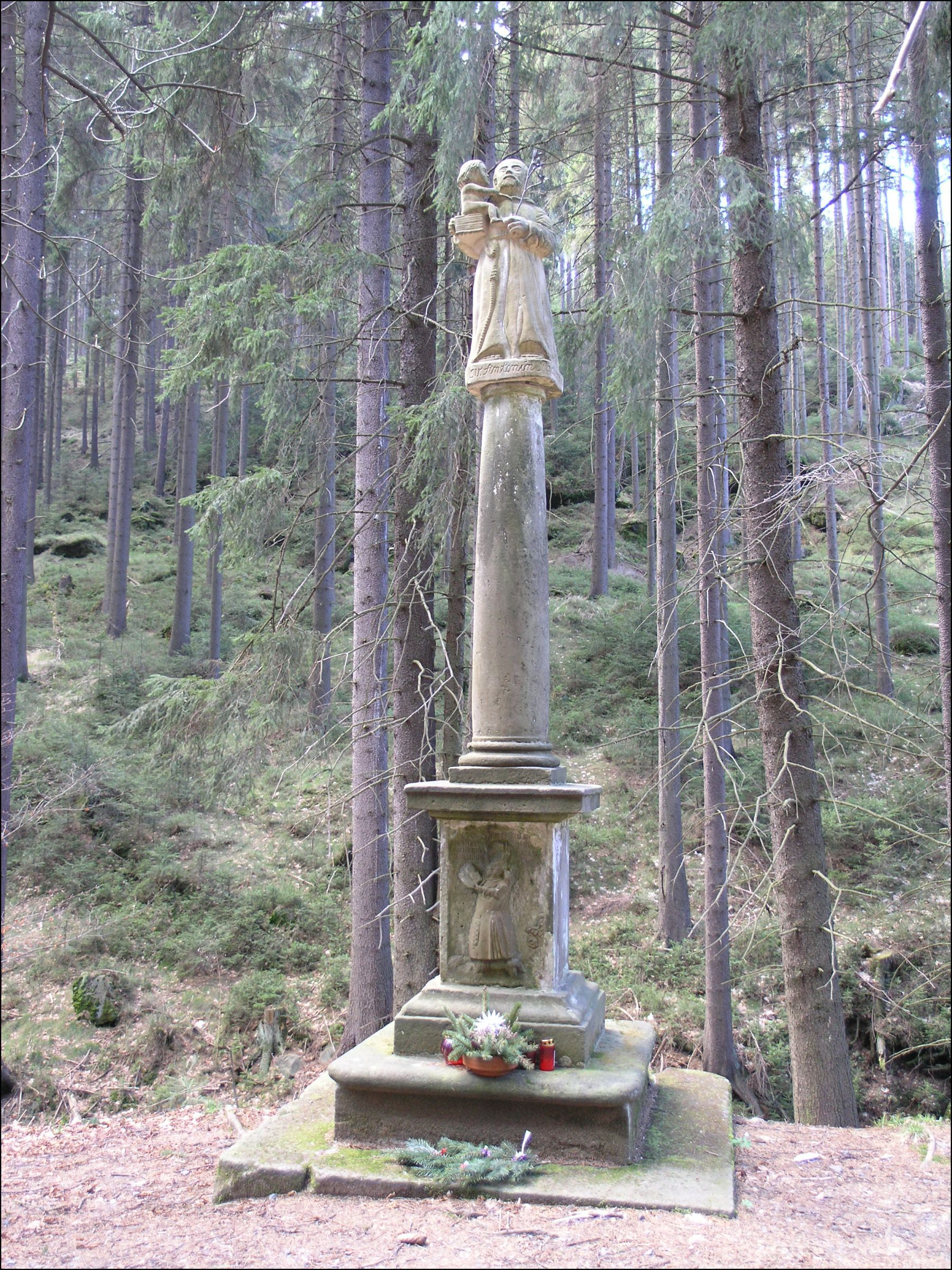
Sloup svatého Antonína
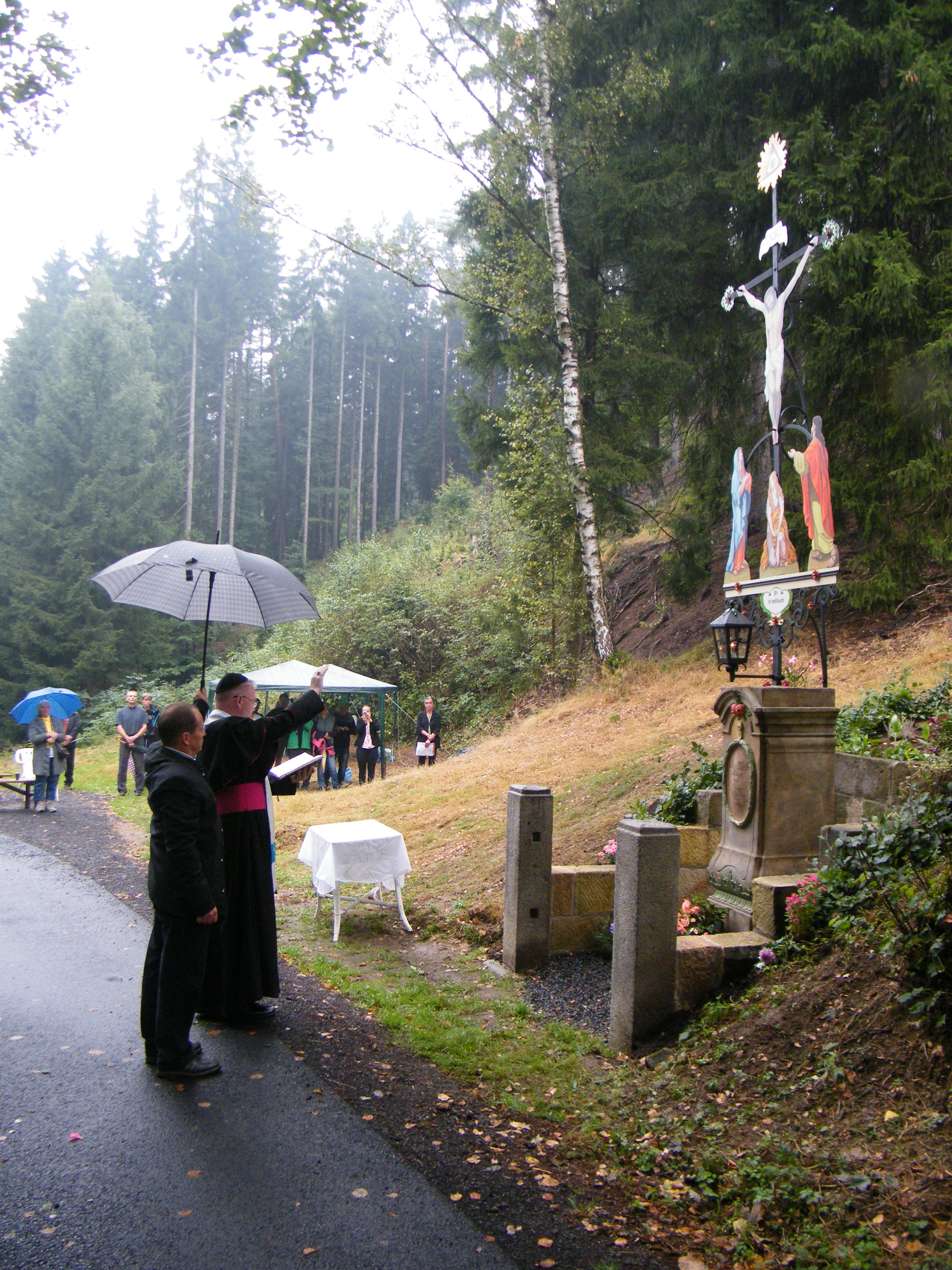
Žehnání Kauferova kříže
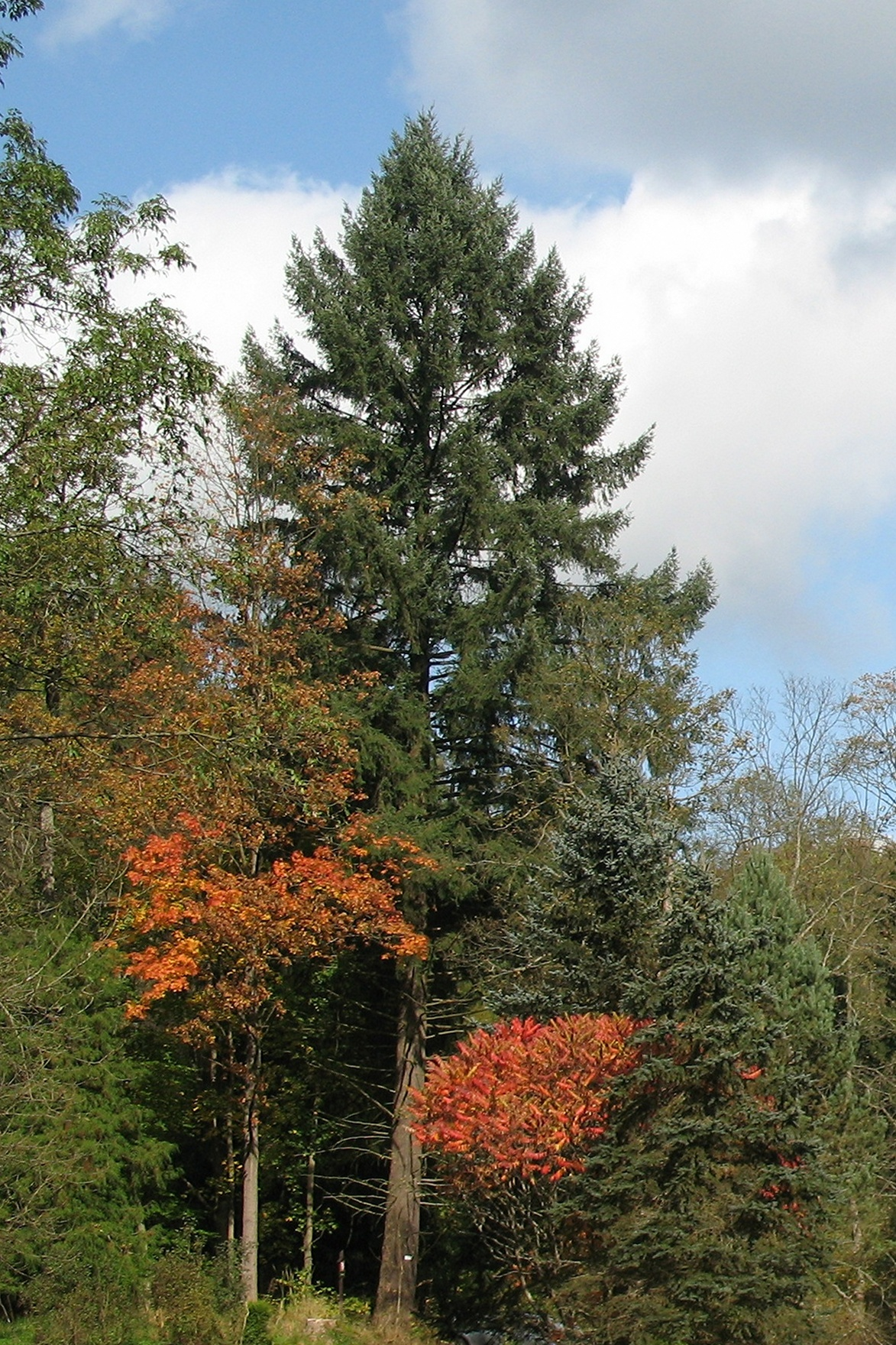
Wäberova douglaska